# Boumalne Dadès

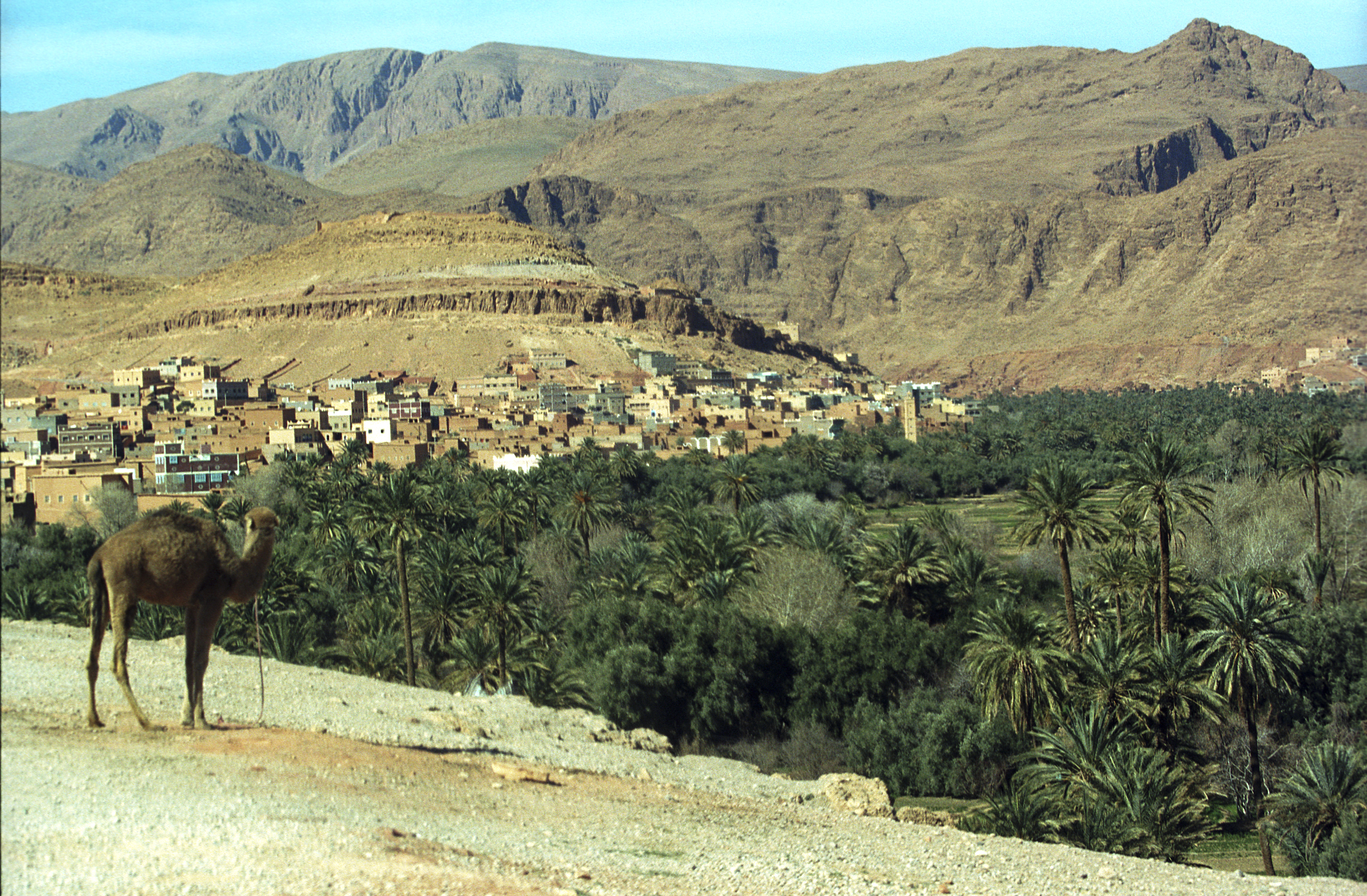
Blick über die Palmenoase auf Boumalne (um 1990)

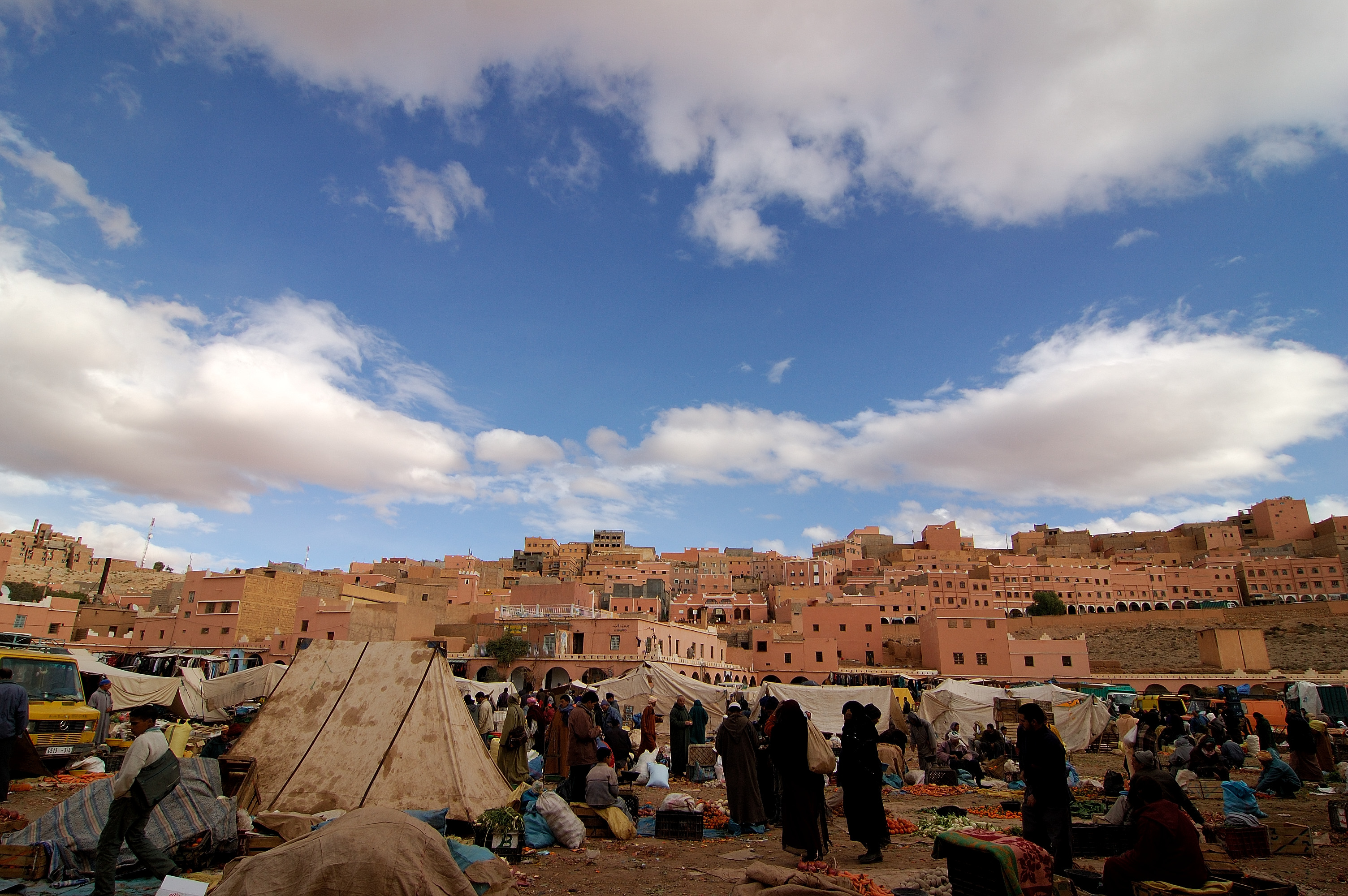
Markt in Boumalne

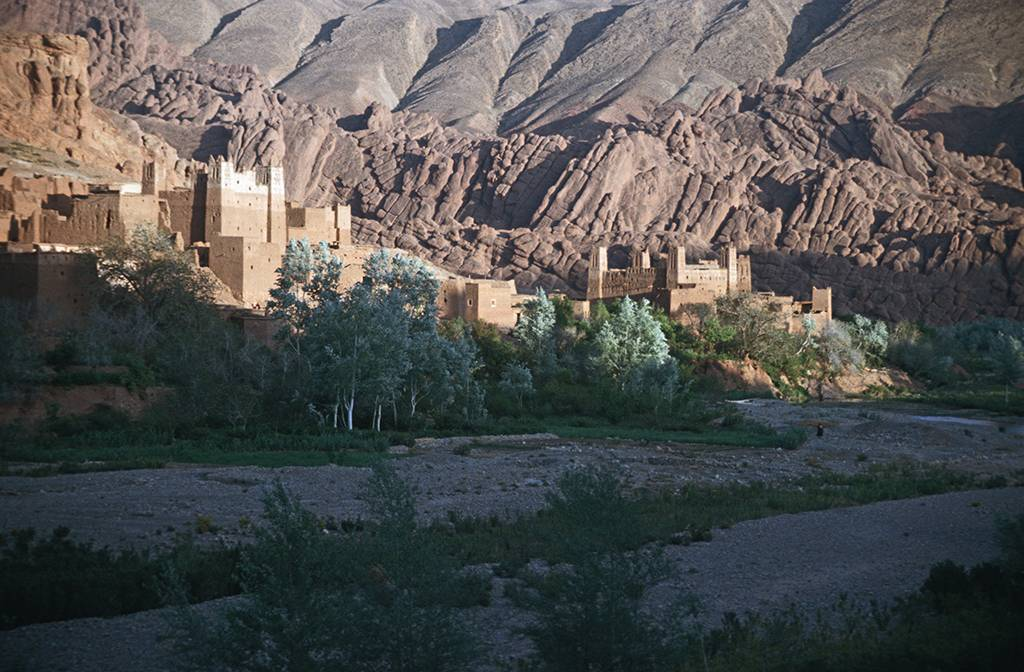
Aït Arbi im Dadès-Tal

Boumalne Dadès oder auch Boumalne du Dadès (arabisch بومالن دادس, Zentralatlas-Tamazight ⴱⵓⵎⴰⵍ ⵏ ⴷⴰⴷⵙ Bumal n Dads) ist eine Oasenstadt im Süden Marokkos mit etwa 12.500 Einwohnern.

## Lage und Klima
Boumalne liegt am Südrand des Hohen Atlas am Fluss Dadès an der sogenannten „Straße der Kasbahs“ etwa 117 km (Fahrtstrecke) nordöstlich von Ouarzazate bzw. 53 km südwestlich von Tinghir in einer Höhe von knapp 1600 m. Südlich von Boumalne erstreckt sich der Gebirgszug des Jbel Sarhro. Das Klima ist gemäßigt; aufgrund der Höhenlage können die Temperaturen nachts und im Winter unter 0 °C absinken. Regen (ca. 150–250 mm/Jahr) fällt nahezu ausschließlich im Winterhalbjahr.

## Bevölkerung
| Jahr      | 1994  | 2004   | 2014   | 2024   |
| Einwohner | 9.908 | 11.179 | 12.328 | 12.391 |

Die Stadt wird hauptsächlich von Berbern bewohnt, die – neben ihrem regionalen Berberdialekt – auch Marokkanisches Arabisch und etwas Französisch sprechen.

## Wirtschaft
In früheren Zeiten unterschied sich Boumalne kaum von den Oasendörfern der Umgebung – man lebte hauptsächlich als Selbstversorger von den Erträgen der am Flussufer betriebenen Landwirtschaft und von der Viehzucht (Schafe, Ziegen, Hühner). Seit dem Bau der großen West-Ost-Verbindung (heute N10) während der Französischen Kolonialzeit entwickelte sich der Ort zu einem regionalen Handels-, Handwerks- und Dienstleistungszentrum.

## Geschichte
Mangels schriftlicher Aufzeichnungen ist über die frühere Geschichte des Ortes nichts bekannt. Zu Beginn des 20. Jahrhunderts stand der Ort unter der Kontrolle des Berberstammes der Aït Atta, der sich mit der französischen Kolonialmacht jahrelange Kämpfe lieferte, die erst im Jahre 1933 endeten. Danach verzeichnete die ehemalige Oasensiedlung ein bedeutendes Bevölkerungs- und Wirtschaftswachstum.

## Sehenswürdigkeiten
- Von der einstigen Lehmarchitektur sind nur mehr Reste geblieben. Die heutige Betonständerbauweise mit Ausfachungen aus Hohlblocksteinen ist zur Straße hin verputzt und rötlich getüncht.
- Eine um 1925 errichtete Kasbah des Berberfürsten Thami El Glaoui überragt den Ort.

Umgebung
- Etwa 10 km nördlich am Ausgang der Dadesschlucht befinden sich die imposanten, aber leider auch in argem Verfall begriffenen Wohnburgen der beiden Dörfer Aït Arbi und Aït Youl. Die landschaftliche Situation lohnt in jedem Fall einen Abstecher (eventuell auch mit einem gemieteten Fahrrad).
- Von Boumalne bzw. vom 20 km südöstlich gelegenen Dorf Tagdilt aus können Wander- und Trekkingtouren in das Gebiet des Jbel Sarhro unternommen werden.